# Microsoft Windows MultiPoint Server

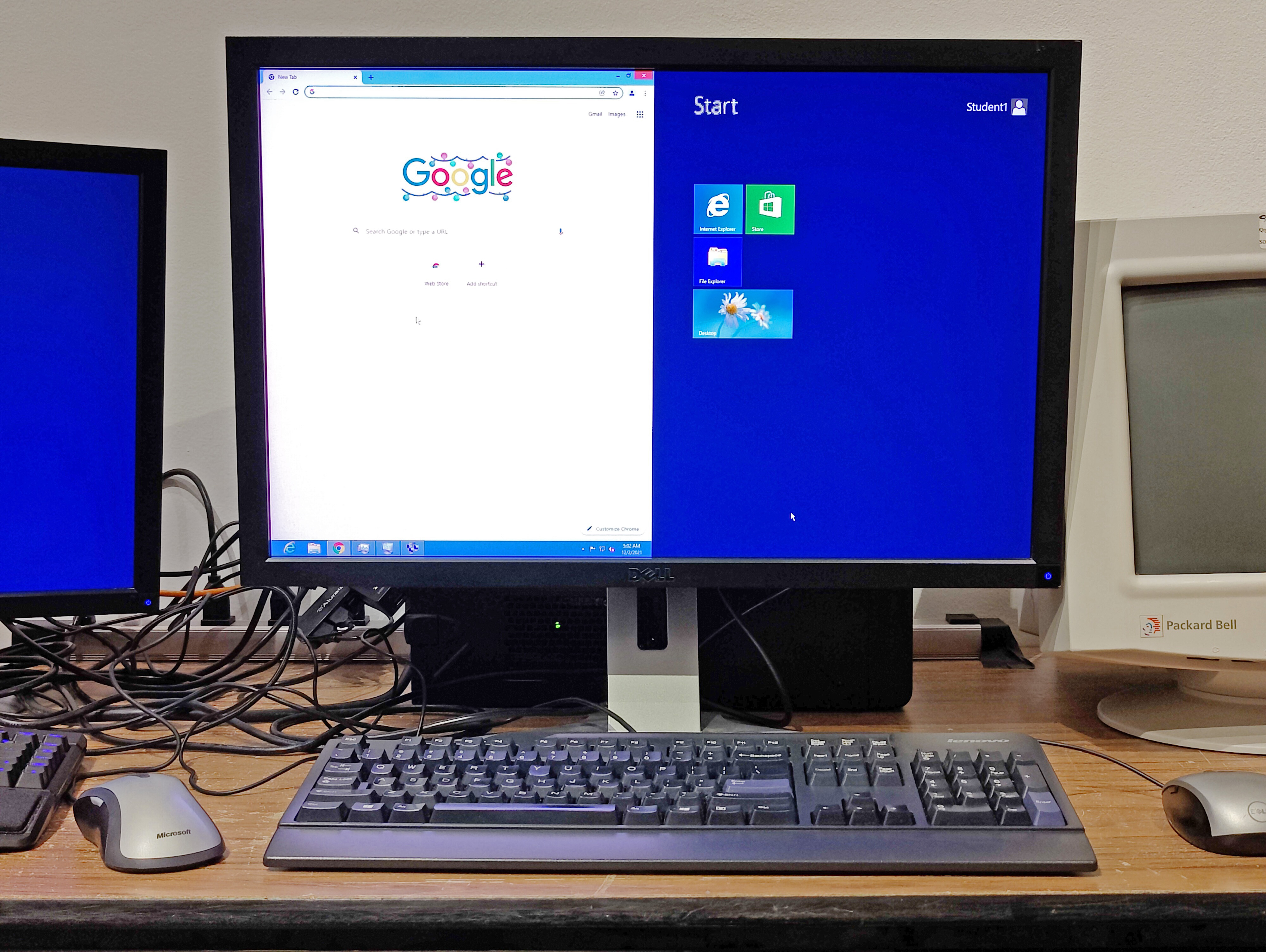
MultiPoint Server 2012

Microsoft Windows MultiPoint Server – system operacyjny firmy Microsoft przeznaczony głównie dla szkół. Pozwala korzystać z komputera jednocześnie przez wiele osób, za pomocą wielu myszy, klawiatur oraz monitorów (możliwe jest także dzielenie monitora).